# Đảng Tự do Bắc Âu
Đảng Tự do Bắc Âu (tiếng Anh: Nordic Freedom) là nhóm đảng phái chính trị cánh hữu của Hội đồng Bắc Âu.